# Alkolås
En alkolås er en anordning i et køretøj, som føreren er nødt til at puste i inden at køretøjet kan startes. Hvis måleren giver et udslag, som viser at føreren har indtaget mere alkohol end alkolåsen er programmeret til at acceptere, forhindrer den at køretøjet kan startes. På den måde kan antallet af trafikulykker reduceres.
Politikere i bl.a. Japan, Canada, Sverige og USA samt visse andre lande forsøger at gøre alkolås obligatorisk i alle biler, som sælges til privat brug.

## Kritik
Kritikere mener at alkolåsen på en måde modvirker sit eget formål, da den som vil køre beruset i stedet tager et andet køretøj eller forsøger at få en ædru person til at puste for sig. Det er forekommet, at berusede personer i stedet har kørt traktorer og gummigeder. Det er køretøjer, som på trods af lavere hastigheder kan anrette alvorlige skader.

## Teknik
En alkolås reagerer, ligesom andre alkometre, på ætanol ved at udåndingsluften passerer en brændselscelle. Denne teknik indebærer at alle emner som brændselscellen kan reagere på, giver positivt udslag. Falsk positivt udslag er meget unormalt, men risikoen er til stede. Alkoholholdigt mundvand er årsag til falsk positivt udslag.
En ældre type lås af halvledertype kan reagere på næsten hvad som helst. Der findes flere kendte tilfælde, hvor de har reageret på personer som har kombineret en streng diæt med hård træning.
I en test af en prototype til Saabs alkolås, Alco key, som gennemførtes af Aftonbladet i 2006 ophørte låsen med at fungere efter en nat i otte minusgrader.

## Standarder
For at sikre en høj kvalitet på alkolåse uden detaljekundskaber om teknikken har EU gennem sit standardiseringsorgan CENELEC udarbejdet to forskellige standarder: EN50436-1 til alkolåse som kræves for at have kørekort, og EN50436-2 til alkolåse til forebyggende brug.